# Paolo Cavallina
Paolo Cavallina (Firenze, 31 gennaio 1916 – Sanremo, 10 febbraio 1986) è stato un giornalista, scrittore e conduttore radiofonico italiano.

## Biografia
Iniziò la carriera durante il periodo universitario pubblicando le sue prime opere come narratore su Circoli e su Frontespizio, poi, dal 1940, come condirettore del quindicinale fondato dai GUF fiorentini Rivoluzione da cui venne allontanato dopo due anni per "scarsa sensibilità fascista".
Un suo primo libro di racconti venne pubblicato con successo nel 1943: si tratta di Estate al mare. Nell'immediato dopoguerra entrò al quotidiano La Nazione di Firenze che lasciò dopo pochissimo tempo per dedicarsi a un'attività imprenditoriale.
Nel 1952 tornò alla carta stampata, in un altro quotidiano di Firenze: il Giornale del Mattino diretto da Ettore Bernabei: fu cronista e poi inviato speciale. Dopo un biennio come corrispondente da Londra del Popolo lavorò alla Gazzetta del Popolo di Torino sotto la direzione di Ugo Zatterin.
Dal 1963 al 1965 ideò e condusse uno dei primi contenitori televisivi, Rotocalchi in poltrona, rassegna settimanale della stampa, da cui venivano tratti spunti di conversazione e commenti. Nel 1966 fu autore di Cronache italiane, mentre nel 1969 passò alla conduzione pomeridiana del Telegiornale delle 17.30 e nel 1970 a quella delle 13.30. "Inaugurò un modo nuovo di condurre il notiziario ricorrendo ad un linguaggio essenziale, semplice e chiaro" .
Grazie alla riuscita imitazione che di lui fece Alighiero Noschese divenne uno dei giornalisti italiani più popolari. Ideò e creò servizi speciali del TG come I tre metrò, Tempo di scuola, Giocattoli, Calcio in livrea.
Dopo una breve parentesi politica come Assessore del Comune di Roma, carica che lasciò per assumere la direzione del quotidiano Il Mezzogiorno, tornò alla Rai alla fine del 1972 per condurre insieme con Luca Liguori prima e con Velio Baldassarre dopo la popolare trasmissione radiofonica Chiamate Roma 3131.
In seguito gli venne affidata la rubrica televisiva domenicale Tg l'una che curò fino al 1981. Successivamente venne nominato presidente della Federazione Radio Televisioni Private (FRT).
Nel 1982 pubblicò il romanzo Le amiche di Firenze.
Vinse numerosi premi giornalistici tra i quali il Premio Saint Vincent (1963).
Il 10 febbraio 1986 a Sanremo, dove si trovava per lavoro, Cavallina fu colto da attacco cardiaco. Trasportato in ospedale morì poco dopo il ricovero.

## Opere
- Estate al mare. Racconti, Firenze, Edizioni di Rivoluzione, 1943.
- Padri e figli. Colloqui al telefono, con Luca Liguori, Bari, Edizioni Paoline, 1975.
- Professione: mamma. Colloqui ai microfoni di Chiamate Roma 3131, con Luca Liguori, Roma, Edizioni Paoline, 1975.
- Via Asiago, sala F, Milano, RF, 1975.
- Itinerari laziali, Pistoia, Libreria editrice Tellini, 1979.
- Le amiche di Firenze, Firenze, Vallecchi, 1984.

## Filmografia

### Regista
- Germania 7 donne a testa, co-regia con Stanislao Nievo (1970)

### Attore
- Venise en hiver, regia di Jacques Doniol-Valcroze – film TV (1982)
- In silenzio, regia di Luigi Filippo D'Amico e Roger Grenier – film TV (1985)

## Televisione
- Incontro con ..., curato da Ettore Della Giovanna (Secondo programma, 1961-1962)
- Rotocalchi in poltrona (Secondo programma, 1963)
- Come, quando, perchè, curato da Aldo Falivena (Programma nazionale, 1964)
- Il momento della scuola  (Programma nazionale, 1966)
- Prima pagina  (Programma nazionale, 1967)
- Incontro al nord, speciale curato assieme a Virgilio Sabel (Programma nazionale, 1968)
- Domenica domani, curato da Gian Paolo Cresci (Programma nazionale, 1970)
- Happy Circus, regia di Adolfo Lippi - varietà (Rai 1, 1981-1982)
- Happy Magic, regia di Adolfo Lippi - varietà (Rai 1, 1982-1983)